# بومباردييه سي آر جيه 100/200
بومباردييه سي آر جيه100 (Bombardier CRJ100) و سي آر جيه200 (CRJ200) (سابقًا كندير سي آر جيه100 (CRJ100) و سي آر جيه200 (CRJ200) هي طائرة إقليمية صممتها وصنعتها بومباردييه إيروسبيس بين عامي 1991 و 2006، وهي الأولى من عائلة بومباردييه سي آر جيه.
انتهت محاولة أولية لتوسيع طائرة رجال الأعمال بومباردييه تشالنجر 600 إلى 36 مقعدًا، تشالنجر 610 إي، في عام 1981. تمت دراسة مشتق ممتد مرة أخرى بعد بيع كنداير لشركة بومباردييه في عام 1986. تم إطلاق برنامج «كنداير جيت الإقليمية» (Canadair Regional Jet) في أوائل عام 1989. قام أول نموذج أولي لـ سي آر جيه100 برحلته الأولى في 10 مايو 1991. تم تقديم أول طائرة ركاب نفاثة في كندا تدخل الخدمة التجارية من قبل الزبون الأول لوفتهانزا في عام 1992.
يتم تشغيل الطائرة ذات الـ 50 مقعدًا بواسطة اثنين من المحركات المروحية جنرال اليكتريك سي إف 34 مثبتة على جسم الطائرة الخلفي. يحتوي سي آر جيه200 على محركات توربوفان أكثر كفاءة لتقليل استهلاك الوقود وزيادة ارتفاع وسرعة الانطلاق. خلال أواخر التسعينيات، امتدت إلى سلسلة سي آر جيه700. انتهى الإنتاج في عام 2006 لكن العديد منهم ظلوا في الخدمة. في عام 2020، اشترت شركة ميتسوبيشي للصناعات الثقيلةخط سي آر جيه بالكامل من بومباردييه وستواصل دعمها للطائرة.

## تطوير

### الأصول

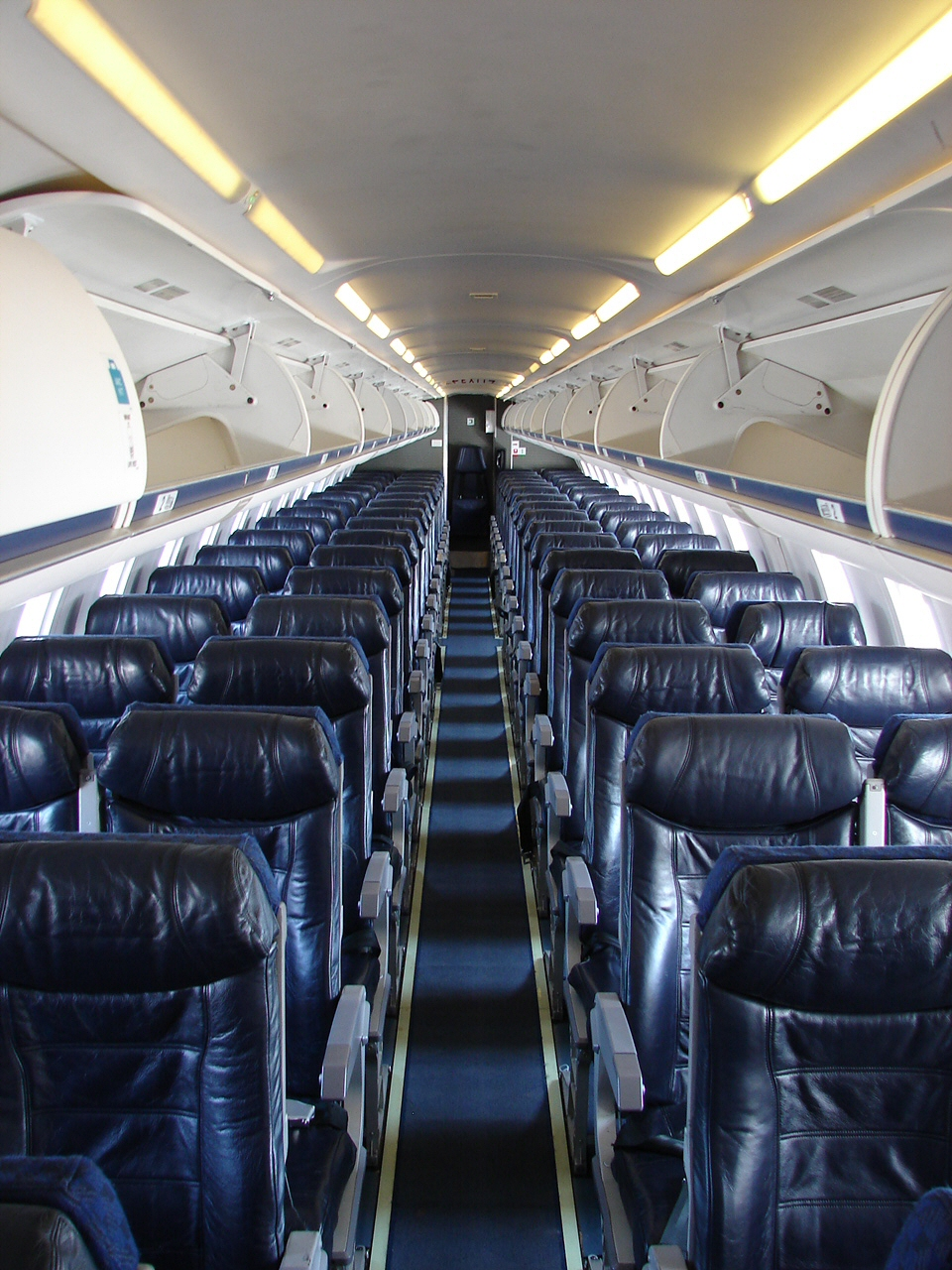
يسمح المقطع العرضي لـ تشالنجر 600 بجلوس 2-2

تعود أصول عائلة سي آر جيه إلى تصميم طائرة رجال الأعمال السابقة من طراز كنداير تشالنجر. خلال أواخر السبعينيات، لاحظ بعض المسؤولين في كندا أن جسم الطائرة العريض نسبيًا من تشالنجر، والذي يمكن أن يجلس زوجًا من الركاب على كل جانب من الممر المركزي، قد اقترح أنه سيكون من السهل إلى حد ما إنتاج امتداد للطائرة من أجل الغرض من استيعاب المزيد من المقاعد. وفقًا لذلك، في عام 1980، أعلنت الشركة عن اقتراحها الخاص بنموذج موسع للطائرة، تم تعيينه على أنه تشالنجر (610E)، والذي كان سيتسع لـ24 راكبًا إضافيًا. ومع ذلك، لم يحدث هذا الإطالة نتيجة إنهاء العمل في البرنامج خلال العام التالي.
على الرغم من إلغاء (610E)، لم يختف المفهوم أو الاهتمام العام بتطوير المشتق الموسع. خلال عام 1987، وهو العام الذي أعقب بيع كنداير لشركة بومباردييه، بدأت دراسات التصميم في خيارات لإنتاج تكوين ممتد أكثر طموحًا من تشالنجر. 
في يوليو 1988، استهدفت كنداير سعرًا للوحدة يتراوح بين 13 و 14 مليون دولار، مقابل طلب يزيد عن 1000 بحلول عام 1999. تم تمديد طول الطائرة ذات الـ 48 مقعدًا عن طول تشالنجر بمقدار 128 بوصة (3.3 م) بوصلة تمديد أمامية و 112 بوصة (2.8 م) بوصلة تمديد خلفية. أكثر من 300 ميل (480 كـم)، فإن سرعة التسلق والعبور أعطاها ميزة الثلث مرة إلى 50 دقيقة مقارنة بالمراوح التوربينية ذات الحجم المماثل. التكلفة الأعلى لكل مقعد في آر جية، البالغة 270.000 دولار لكل مقعد مقارنة بـ 186.600 دولار، يمكن موازنتها بزيادة إنتاجيتها.
خلال ربيع عام 1989، أدت هذه التحقيقات مباشرة إلى الإطلاق الرسمي لبرنامج كنداير الإقليمي للطائرات. تقرر الاحتفاظ باسم «كنداير» على الرغم من شراء شركة بومباردييه للشركة. تم إطلاق البرنامج بهدف بيع 400 طائرة على الأقل.
استفاد برنامج النفاثة الإقليمي من دعم الحكومة الكندية. وبحسب ما ورد، اعتبرت نقطة التعادل للنوع منخفضة نسبيًا بين معاصريها؛ وقد تم التكهن بأن إفلاس شركة ليرجيت وشرائها من قبل بومباردييه خلال عام 1990 قد سمح بشطب تكاليف تطوير تشالنجر، مما أدى بدوره إلى خفض تكلفة برنامج النفاثات الإقليمية بشكل كبير. بالإضافة إلى ذلك، كانت تكاليف التشغيل المتوقعة للطائرة الناشئة أقل من بعض منافسيها المزودين بمحركات توربينية، بما في ذلك فوكر 50 وإيه تي آر 42 وبومباردييه داش 8-300.
في 10 مايو 1991، قامت أول طائرة من ثلاث طائرات مطورة لطائرة سي آر جيه100 الأولية بأول رحلة لها من مطار مونتريال - بيير إليوت ترودو الدولي، وبدأت برنامج اختبار طيران لمدة 1000 ساعة مع ثلاثة نماذج أولية. خلال العام التالي، تم منح النوع شهادة صلاحية للطيران؛ في 29 أكتوبر 1992، تم التسليم الأولي للعملاء في وقت لاحق من ذلك العام. في 26 يوليو 1993، فقد النموذج الأولي الأول (C-FCRJ) في حادث انحدار حلزوني بالقرب من مركز اختبار بومباردييه في ويتشيتا، كانساس.

### مزيد من التطوير

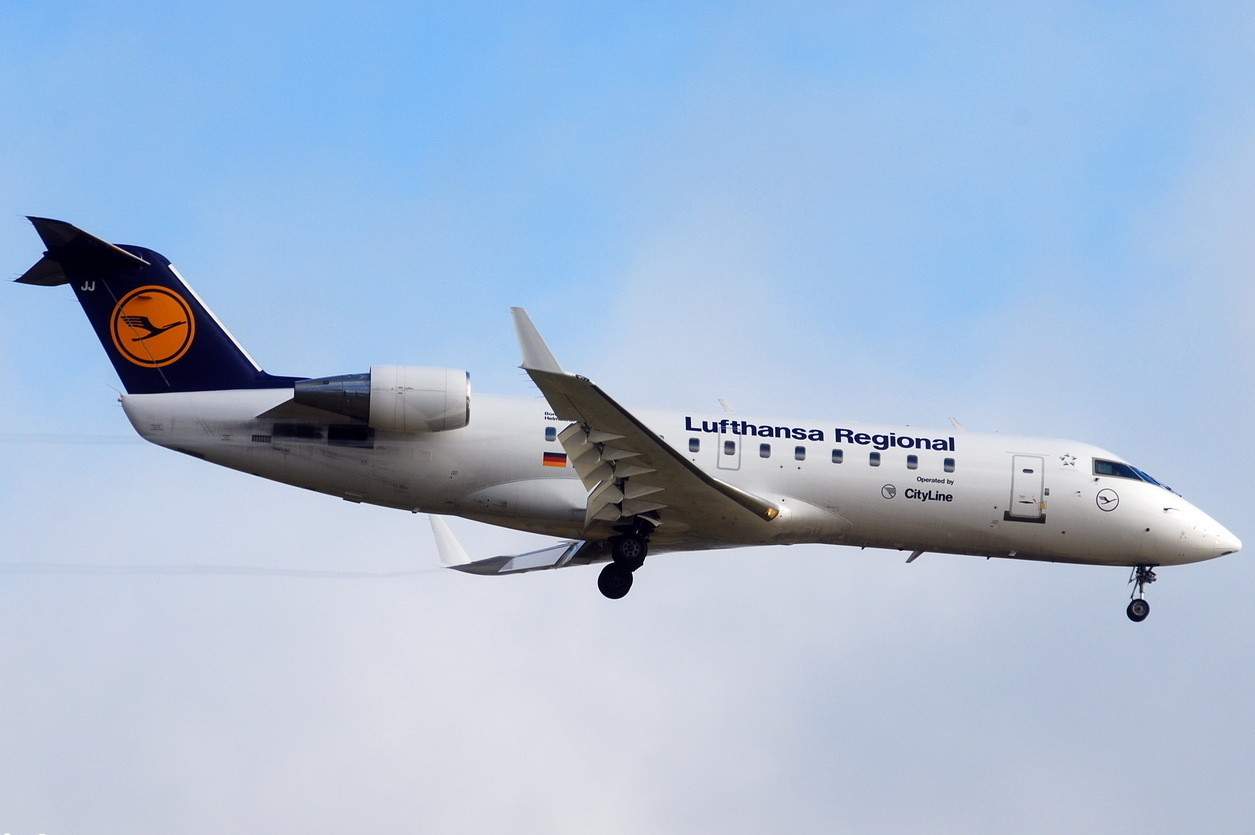
كانت لوفتهانزا سيتيلاين هي مشغل الاطلاق لـ سي آر جيه100

تبع النموذج الأولي المتغير سي آر جيه100 إي آر، الذي يتميز بمدى أكبر بنسبة 20 في المائة، ومتغير سي آر جيه100 إل آر، الذي يمتلك مدى أكبر بنسبة 40 في المائة من سي آر جيه100 القياسي. تم تطوير هذا البديل الفرعي بغرض التوافق بشكل أكبر مع متطلبات كل من الشركات والمشغلين التنفيذيين. تم تطوير تعديل تحديث باب البضائع لتركيب طائرات سابقة التكوين للركاب لإطالة العمر الإنتاجي لمركبات سي آر جيه100 المبنية في وقت مبكر.
الطراز سي آر جيه200 مطابق تقريبًا لطراز سي آر جيه100 السابق، باستثناء اعتماد محركات أكثر كفاءة؛ تُعزى هذه المحركات الجديدة إلى أنها زودت سي آر جيه200 بالعديد من التحسينات في الأداء، مثل انخفاض استهلاك الوقود، فضلاً عن زيادة ارتفاع العبور وسرعة الرحلة. صممت بومباردييه النموذج الجديد خصيصًا لتوفير أداء وكفاءات أفضل من أي من أقرب منافسيها في ذلك الوقت. هناك أيضًا نسخة شحن سي آر جيه200، تم تحديدها باسم سي آر جيه200 «حزمة الشحن» PF (Package Freighter)، والتي تم تطويرها بالتعاون مع كاسكيد ايروسبيس بناءً على طلب المشغل الاسكندنافي ويست اير السويد.
خلال عام 1995، شرعت بومباردييه في دراسات التصميم وتقييم السوق التفصيلي حول موضوع إنتاج مشتق موسع بشكل كبير من سي آر جيه200. تحولت هذه الجهود بسرعة إلى برنامج بقيمة 450 مليون دولار لإنتاج مثل هذه الطائرات، والتي تم إنتاجها باسم سي آر جيه700. تم الاحتفاظ بالعديد من المجالات المشتركة، مثل تصميم قمرة القيادة، بين سي آر جيه200 وإخوانها الأحدث والأكبر، ولكن تم دمج العديد من الأنظمة والهياكل الجديدة، مثل الجناح الجديد كليًا، في التصميم أيضًا. قادرة على استيعاب 70 راكبًا، وقد تم تسليم أول هذه الطائرات خلال عام 2001؛ وسرعان ما انضم طراز سي آر جيه700 إلى طرازي سي آر جيه900 و سي آر جيه1000 الأكبر حجمًا.
في 1 يونيو 2020، تم بيع عائلة طائرات بومباردييه سي آر جيه الإقليمية بالكامل لشركة ميتسوبيشي للصناعات الثقيلة (MHI)، التي تخطط لمواصلة تصنيع قطع الغيار وتقديم دعم الصيانة. 

## تصميم

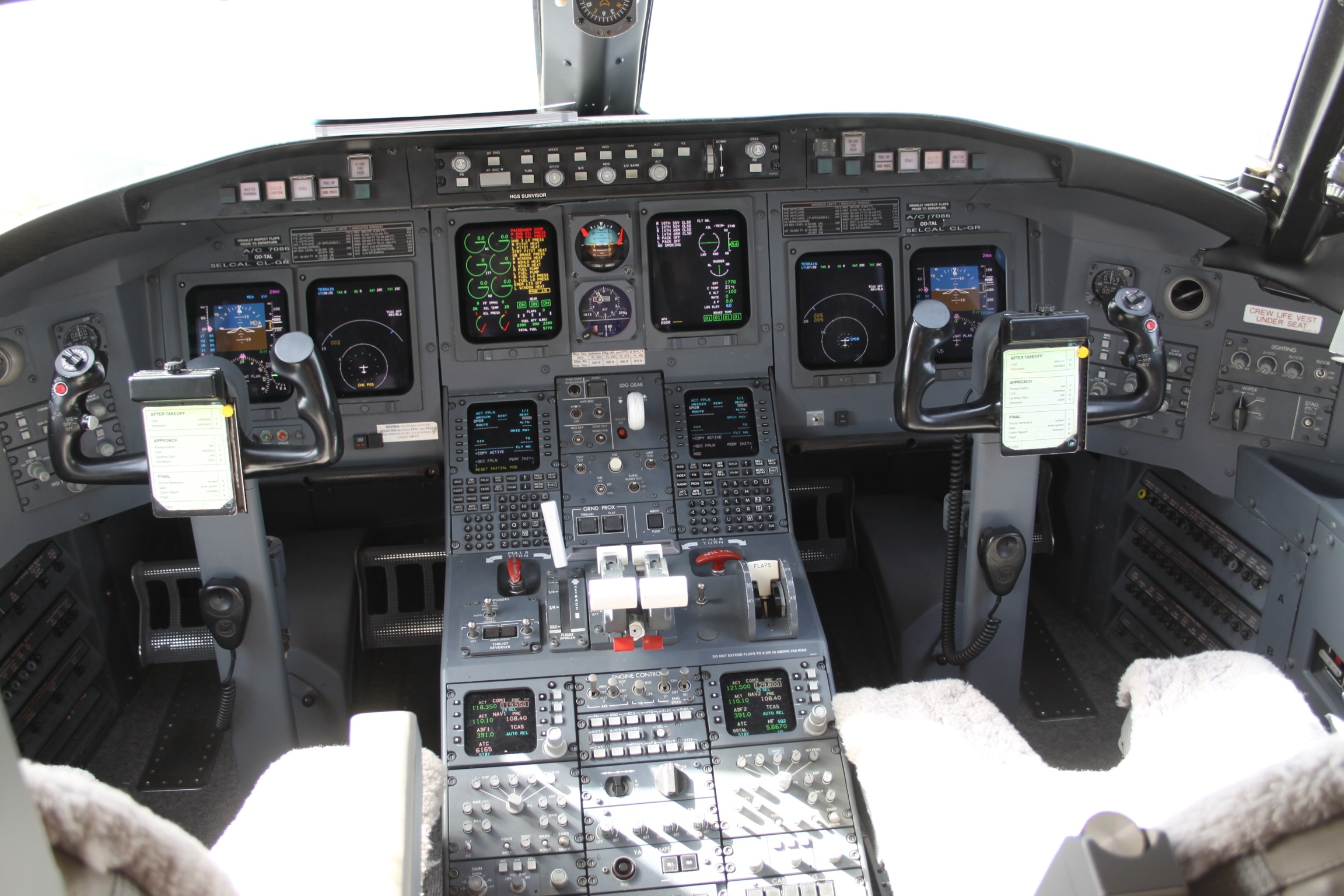
قمرة القيادة في سي آر جيه100إل آر

بومباردييه سي آر جيه100 و سي آر جيه200 هي عائلة من الطائرات الإقليمية التي تعمل بالدفع النفاث، بناءً على تصميم طائرة رجال الأعمال تشالنجر سي إل-600. تقريبًا، امتدت سب إل600 بطول 5.92 مترًا (19 قدمًا 5 بوصة)، والذي تم تحقيقه باستخدام سدادات جسم الطائرة الأمامية والخلفية للجناح، وتوافق مع اعتماد جناح معزز ومعدّل، وسعة وقود موسعة، ومعدات هبوط محسّنة للتعامل مع الأوزان الأعلى، وزوج إضافي من مخرج الطوارئ أبواب. عند تركيبها في تكوين جلوس نموذجي، يمكن أن تستوعب سي آر جيه100 50 راكبًا؛ بينما في التكوين الأقصى، يمكن استيعاب 52 راكبًا. كان مدعومًا بزوج من محركات توربوفان جنرال اليكتريك سي إف 34-3A1، كان كل منهما قادرًا على توليد ما يصل إلى 41.0 كيلو نيوتن (4180 كغم / 9220 رطل قوة) من الدفع. يتميز سي آر جيه100 بمجموعة إلكترونيات الطيران طراز (ProLine) 4 من كولينز، بما في ذلك رادار الطقس.

## التاريخ التشغيلي

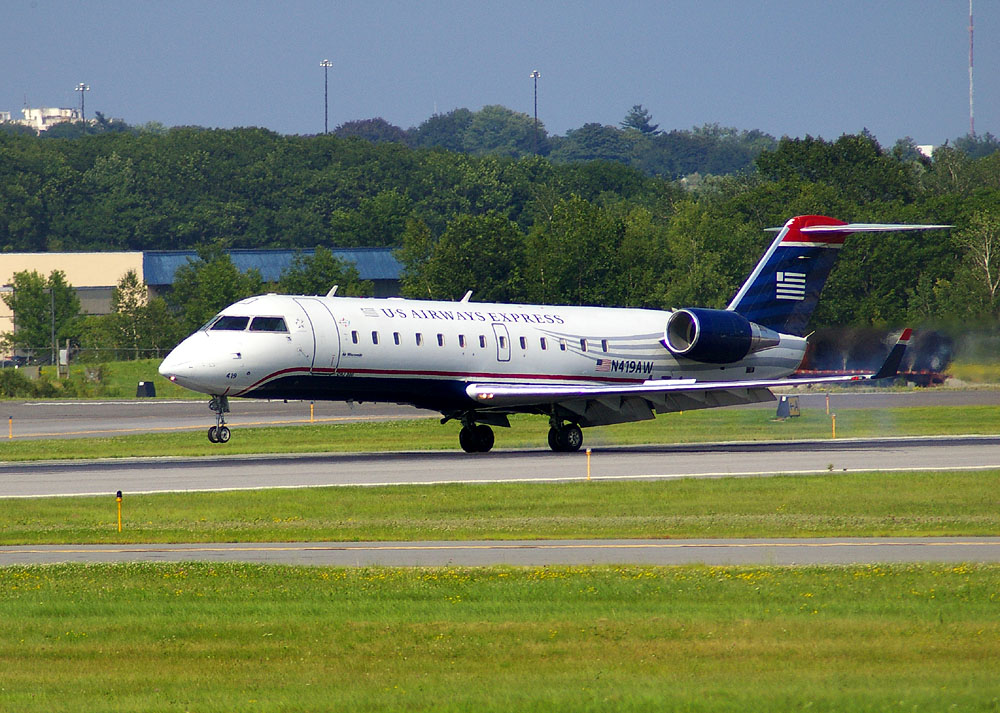
طائرة تابعة لشركة Air Wisconsin (d / b / a US Airways Express) سي آر جيه200 تهبط في مطار بورتلاند الدولي

عملت شركة الطيران الألمانية لوفتهانزا سيتيلاين، وهي شركة تابعة لشركة لوفتهانزا، شركة الطيران الألمانية، كعميل إطلاق لـ سي آر جيه100. طوال العمر الإنتاجي للنوع، استمر في كونه عميلاً رئيسياً لسلسلة سي آر جيه. خلال عام 2001، بعد استحواذ لوفتهانزا على 25 في المائة من شركة الخطوط الجوية الإقليمية يورو وينغز، طلبت شركة الطيران 15 سي آر جيه200 مع خيارات لـ 30 طائرة أخرى كجزء من تحرك استراتيجي نحو الأسطول المشترك مع لوفتهانزا سكايلاين.
خلال أول 100 يوم من الخدمة التشغيلية للطائرة، نفذت سي آر جيه100 ما مجموعه 1237 رحلة، حيث ورد أنها حققت موثوقية إرسال بنسبة 99 ٪ بينما كان اقتصادها في استهلاك الوقود أعلى بنسبة 8 ٪ من الرقم المتوقع في الأصل. وفقًا لمؤلف الطيران دين روبرتس، استفاد سي آر جيه100 بشكل كبير من التحول على مستوى الصناعة نحو الشبكات المحورية والتحدث في الولايات المتحدة، والتي نتجت عن قانون تحرير شركات الطيران لعام 1978. شهد كل من سي آر جيه100 وسي آر جيه200 طلبًا كبيرًا عبر سوق أمريكا الشمالية. يعني الحجم الأصغر للطائرات الإقليمية أنه، على عكس الطائرات التقليدية ضيقة البدن، يمكن استخدامها في غالبية المطارات الثانوية وتجنب المحاور التقليدية.
بعد فترة وجيزة من دخول سي آر جيه200 ذات المدى الأطول إلى الخدمة، أثبت الطراز نجاحًا تجاريًا أيضًا. وفقًا لمنشور الفضاء الطيران الدولي، كان عام 1999 عامًا قياسيًا من حيث تسليم الطائرات من قبل بومباردييه. كتب المؤلفون بيجان فاسي ورضا طالقاني وداريل جنكينز أثناء الكتابة حول هذا الوقت أن «برنامج سي آر جيه [هو] أحد أنجح برامج الطائرات الإقليمية في العالم». بحلول نهاية عام 2000، ربما كان من أهم مشغلي سي آر جيه100 شركة الطيران الأمريكية كومير وشركة لوفتهانزا سيتيلاين الألمانية، وشركة الخطوط الجوية الإقليمية الفرنسية Brit Air؛ من أشقائها سي آر جيه200، كان المشغلون الرئيسيون في هذا الوقت يشملون دلتا كونيكشن، سكاي ويست إيرلاينز، وإندبندانس إير.
خلال أوائل عام 1999، أعلنت بومباردييه عن أكبر طلبية في تاريخ الشركة؛ التي أصدرتها شركة خطوط نورث ويست، تضمنت طلبًا مؤكدًا لـ 54 سي آر جيه200إل آرs جنبًا إلى جنب مع خيارات 70 طائرة أخرى مقابل 1.3 مليار دولار. استجابة لطلب العملاء، ذكرت الشركة أنها ستزيد الإنتاج في خط التجميع في مونتريال من 75 إلى 90 طائرة سنويًا قبل نهاية العام. بحلول عام 2001، ورد أن إجمالي 516 طائرة كانت قيد الطلب، تم تسليم 272 منها. لمعالجة تراكم ما يقرب من 250 طائرة، عملت بومباردييه على زيادة معدل الإنتاج من 9.5 طائرة إقليمية شهريًا إلى 12.5 طائرة إقليمية. الطفرة في الطائرات الإقليمية لم تستفد حصريًا من سلسلة سي آر جيه؛ في الوقت نفسه، عملت الشركة المصنعة البرازيلية والشركة المنافسة إمبراير أيضًا على زيادة إنتاجها من الطائرات الإقليمية.
لبعض الوقت، كان بومباردييه ينظر إلى سلسلة سي آر جيه كوسيلة لدخول أسواق جديدة؛ في مطلع القرن، تم التركيز بشكل كبير على المبيعات في منطقة آسيا والمحيط الهادئ، مما أدى إلى العديد من مبيعات الطائرات الإقليمية لشركات الطيران في دول مثل الصين واليابان. تم تعزيز إستراتيجية مبيعات الشركة من خلال توافر التمويل من الحكومة الكندية، مما يعني أن عملاء سي آر جيه سيمولون في بعض الأحيان مشترياتهم جزئيًا. من أجل تقديم خدمات مناسبة للعملاء المتنوعين لسلسلة سي آر جيه، استثمرت بومباردييه في سلسلة من مرافق الدعم في جميع أنحاء العالم.
كانت شركة Delta Connection الأمريكية مصدرًا رئيسيًا لطلبات شراء سي آر جيه200 في وقت مبكر؛ خلال أبريل 2000، أُعلن أن شركة الطيران قد قدمت طلبًا بقيمة 10 مليارات دولار لـ 500 سي آر جيهs لتلبية احتياجاتها والشركات التابعة لها، وكانت هذه مزيجًا من سي آر جيه200s وسي آر جيه700s. وفقًا لـ Flight International، خلال أوائل عام 2000، كانت دلتا تشغل طائرات إقليمية أكثر من أي شركة طيران أخرى في أمريكا الشمالية. بحلول يونيو 2003، قامت الطائرة بتشغيل أسطول من 223 سي آر جيهs وكانت تطلب المزيد من هذا النوع. كان تأثير دلتا على ثروات برنامج سي آر جيه كبيرًا، خلال أواخر عام 2004، عندما أعلنت بومباردييه عن خفض وارد في معدل إنتاج النوع، من بين الأسباب المقدمة كان التأخير في الطلبات المتوقعة لـ سي آر جيه200s إضافية. سيارة سي آر جيه200إي آر التي تم تسليمها في عام 2003 بلغت قيمتها 21 مليون دولار.
قامت شركة Pinnacle Airlines Corporation الأمريكية القابضة بتشغيل أسطول من طائرات سي آر جيه200. تم تجهيز هذه الطائرات بتكوين يتسع لـ 44 مقعدًا، تم تحديده باسم سي آر جيه440، وكان لهذه الطائرات خزائن في المناطق الأمامية من مقصورة الركاب، على الرغم من تحويلها لاحقًا إلى طائرات ذات 50 مقعدًا. صُممت هذه التعديلات للسماح بالعمليات بموجب «بند النطاق» لعقد شركات الطيران الرئيسية الذي يقيد شركات النقل الرئيسية لشركات الطيران من تشغيل المعدات التي تحمل 50 راكبًا أو أكثر للحماية من اغتصاب عقد اتحاد طياري الخطوط الجوية ورابطة الطيارين المتحالفين؛ تم تخفيف شروط النطاق هذه منذ ذلك الحين عندما تمت إعادة كتابة عقود النقابات بين النقابات وشركات النقل الأمريكية الثلاث المتبقية. وبالمثل، تم بيع أسطول Comair المكون من 40 مقعدًا سي آر جيه200s بسعر مخفض لثني Comair عن شراء إمبراير135 الأقل تكلفة والأصغر. 
خلال منتصف العقد الأول من القرن الحادي والعشرين، تكبد قسم الطائرات التجارية في بومباردييه خسائر تشغيلية مستمرة، مما حفز الإدارة على الشروع في جهود إعادة الهيكلة وخفض التكاليف. على هذا النحو، خلال عام 2004، تم الإعلان عن التخفيضات المتكررة في معدل إنتاج سلسلة سي آر جيه100 / 200 بالتزامن مع انخفاض توقعات السوق، مما أدى إلى تضييق خسائر القسم. سرعان ما تبنت الشركة إستراتيجية سوق جديدة، تعطي الأولوية لـ سي آر جيه700 الأحدث والأكبر ومشتقاتها المباشرة على المنتجات الأخرى، مثل مجموعة المحركات التوربينية وطرازات سي آر جيه100 وسي آر جيه200 الأقدم التي أنتجت هذه المنتجات. خلال أوائل عام 2006، أنهت بومباردييه نشاطها في برنامج سي آر جيه وتم إغلاق خط الإنتاج؛ وفقًا لبيير بودوان، الرئيس وكبير مسؤولي العمليات في بومباردييه إيروسبيس، كان القرار صعبًا ولكنه ضروري لتحقيق الربحية.
في حين أنه لم يتم إنشاء المزيد من بطانات سي آر جيه100 أو سي آر جيه200 منذ عام 2006، على مر السنين منذ ذلك الحين، تم تعديل العديد من التقنيات والابتكارات على أمثلة من النوع، والتي ظلت إلى حد كبير في الخدمة التجارية. قام بعض مشغلي الإصدارات الأكبر، مثل سي آر جيه700، بالعمل على تثبيت إمكانات واي فاي على متن النوع؛ ومع ذلك، حتى الآن، لم تختر أي شركة طيران تشغل سي آر جيه200 / 100 تنفيذ توافق واي فاي على متن الطائرة.[بحاجة لرقم الصفحة]
بحلول عام 2013، جعلت تكاليف الوقود الطائرات الإقليمية الأصغر التي تضم 50 مقعدًا غير اقتصادية على العديد من الطرق الأمريكية، مما أدى إلى تسريع تقاعد سي آر جيه100 / 200، وخفض قيم إي آر جيه-135 /145. بلغت قيمة آخر طائرة تم تسليمها 22 مليون دولار، وانخفضت إلى 2 مليون دولار بعد 13 عامًا بسبب تركيز مشغليها في الولايات المتحدة. تستبدل شركات الطيران طائرات سي آر جيه الخاصة بها بطائرات أكثر حداثة وأكبر مثل سلسلة إمبراير اي-جت وبومباردييه سي آر جيه700.

## المتغيرات
تم إنتاج عدة طرز من سي آر جيه، تتراوح سعتها من 40 إلى 50 راكبًا. التعيينات الإقليمية للطائرات النفاثة هي أسماء تسويقية والتعيين الرسمي هو CL-600-2B19.
CRJ100
سي آر جيه100 هو الإصدار الأصلي المكون من 50 مقعدًا. مجهزة بـمحركات جنرال إلكتريك سي إف 34-3إيه1.
سي آر جيه100SF
تحويل سي آر جيه100 من ركاب إلى سفينة.
سي آر جيه100إل آر
نسخة طويلة المدى من سي آر جيه100. عميل الإطلاق: لوفتهانزا سيتيلاين.
سي آر جيه100SE
تحويل الركاب التنفيذي من سي آر جيه100.
CRJ200
سي آر جيه200 مطابق لـ سي آر جيه100 باستثناء محركاته، التي تمت ترقيتها إلى طراز (CF34-3B1)، مما يوفر كفاءة محسّنة. عميل الإطلاق: تلقت سكاي ويست أول ظهور لها في عام 1994
سي آر جيه200PF
نسخة شحن الحزمة من سي آر جيه200.
سي آر جيه200إل آر
نسخة طويلة المدى من سي آر جيه200.
سي آر جيه200SF
تحويل سي آر جيه200 من ركاب إلى سفينة.
سي آر جيه440
مصمم ومعتمد بـ 44 مقعدًا لتلبية احتياجات بعض شركات الطيران الأمريكية الكبرى.
تشالنجر 800/850
نوع من طائرات رجال الأعمال من سي آر جيه200.
سي آر جيه500
نسخة مقترحة تتسع لـ 50 مقعدًا مع تحسينات على الجناح والمقصورة بناءً على سي آر جيه700 / 900. ألغيت في عام 2001.

## المشغلون

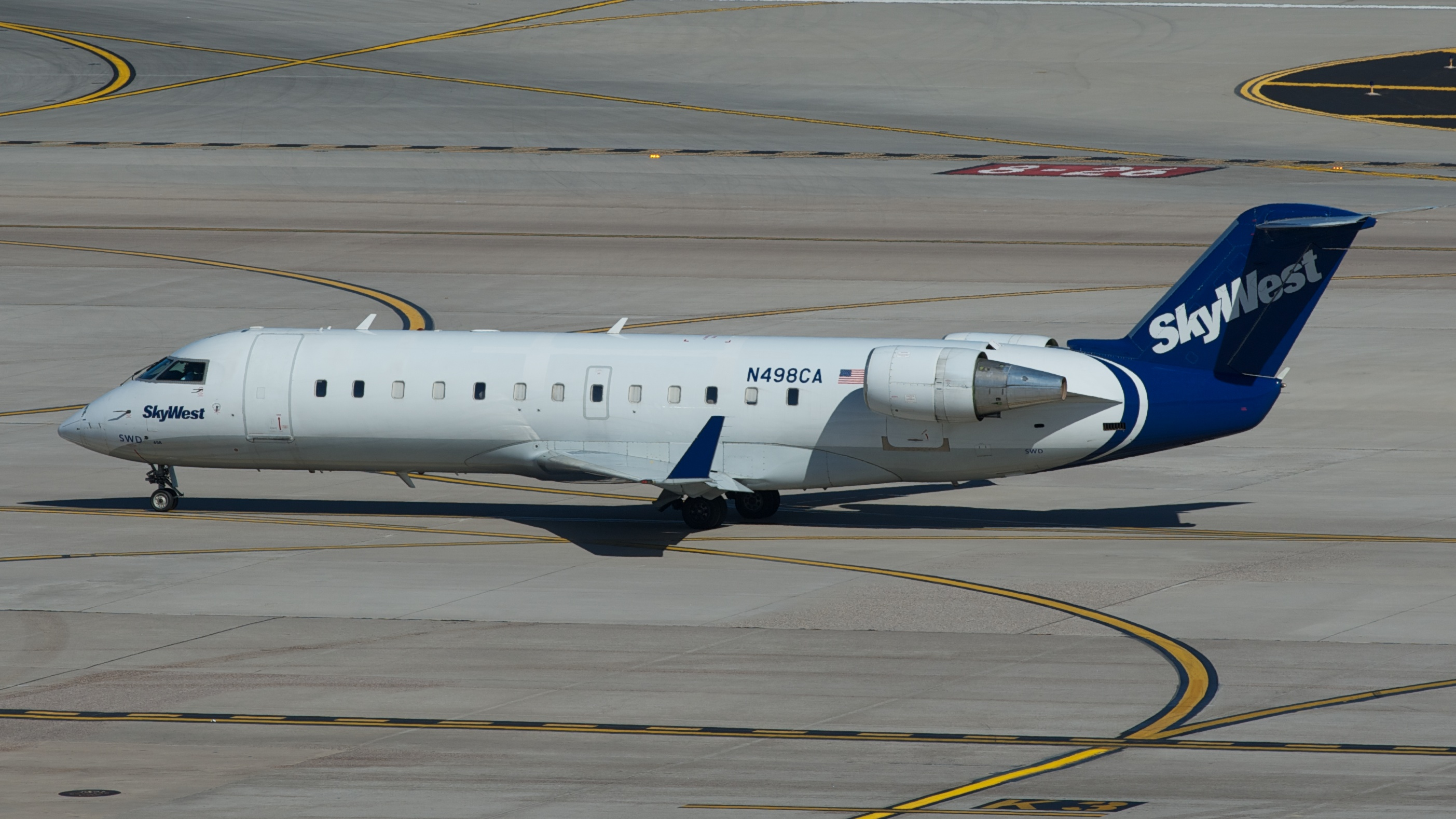
سكاي ويست أيرلاينز هي أكبر مشغل سي آر جيه100 / 200.

تم طلب 1021 سي آر جيه100/200، وتم تسليم: 226 سي آر جيه100 و 709 سي آر جيه200 و 86 سي آر جيه440. في يوليو 2018، كان هناك 498 سي آر جيه100/200 في خدمة الخطوط الجوية: 407 في أمريكا الشمالية، و 58 في أوروبا، و 16 في إفريقيا، و 16 في آسيا والمحيط الهادئ، و 1 في الشرق الأوسط.
المشغلون الذين لديهم 10 أو أكثر هم:
- SkyWest Airlines (210) - أكبر مشغل وعميل إطلاق
- طيران ويسكونسن (65)
- انديفور اير (30)
- روسلاين (17)
- Línea Aérea Amaszonas (12، 17 بما في ذلك الشركات التابعة)
- جاز افييشن (10)
- يامال ايرلاينز (10)

## الوقائع والحوادث

### حوادث مع وفيات
- 26 يوليو 1993: Bombardier Aerospace Flight 388 [bombardier-aerospace-flug 388]، نموذج أولي كانادير سي آر جيه100، طائرة تسجيل C-Fسي آر جيه، تحطمت في بايرز، كانساس، بعد دخولها كشكًا عميقًا وتدحرجت مقلوبة أثناء رحلة تجريبية. في محاولة للتعافي، نشر مساعد الطيار مظلة الكبح لكنها انفصلت على الفور عن الطائرة، وتسبب الحادث الذي أعقب ذلك في مقتل جميع ركاب الطائرة الثلاثة: الطيارون ومهندس اختبار الطيران. يُعزى الحادث إلى فشل الطيار غير المبرر في إيقاف مناورة اختبار الاستقرار الجانبي بمجرد تشغيل شاكر العصا، وفشل الطاقم في تكوين نظام المزلق المضاد للدوران بشكل صحيح في وقت سابق من الرحلة. كان أحد العوامل المساهمة هو التصميم غير المناسب لنظام المزلق، مما سمح للمزلق بالانتشار أثناء فتح خطافات التثبيت.
- 22 يونيو 2003: تحطمت رحلة الخطوط الجوية الفرنسية رقم 5672، من طراز سي آر جيه100إي آر، على مسافة قصيرة على يسار المدرج عند محاولتها الهبوط في مطار بريست غويبافاس. وكان قبطان الطائرة هو القتيل الوحيد.
- 14 أكتوبر 2004: تحطمت طائرة Pinnacle Airlines Flight 3701، وهي سي آر جيه200، أثناء رحلة تغيير موقعها من مطار ليتل روك الوطني إلى مطار مينيابوليس سانت بول الدولي بعد أن حاول الطيارون الصعود إلى سقف الخدمة المنشور للطائرة، متجاوزًا قدرات الطائرة للظروف الحالية ويؤدي إلى إطفاء الحريق وإمكانية قفل القلب لكلا المحركين. تحطمت الطائرة بالقرب من مطار جيفرسون سيتي ميموريال في ميسوري خلال محاولة الهبوط الاضطراري اللاحقة، مما أسفر عن مقتل الطيارين.
- 21 نوفمبر / تشرين الثاني 2004: تحطمت رحلة طيران الصين الشرقية رقم 5210، من طراز سي آر جيه200إل آر، بعد وقت قصير من إقلاعها من مطار باوتو دونغي في منغوليا الداخلية، مما أسفر عن مقتل جميع من كانوا على متنها وعددهم 53 شخصًا واثنان على الأرض.
- 27 أغسطس 2006: رحلة كومير 5191، التي تم تسويقها على أنها دلتا كونيكشن الرحلة 5191، سي آر جيه100إي آر، تحطمت أثناء إقلاعها من مدرج خاطئ في مطار بلو جراس في ليكسينغتون، كنتاكي. كانت هناك 49 حالة وفاة، ولم ينج منها سوى الضابط الأول الذي أصيب بجروح خطيرة.
- 12 نوفمبر 2009: تحطمت الرحلة رقم 205 للخطوط الجوية الرواندية، من طراز سي آر جيه100، في صالة كبار الشخصيات بعد فترة وجيزة من الهبوط الاضطراري في مطار كيغالي الدولي في رواندا؛ من أصل عشرة ركاب وخمسة من أفراد الطاقم، توفي راكب واحد.
- 4 أبريل 2011: تحطمت طائرة تابعة للخطوط الجوية الجورجية من طراز سي آر جيه100إي آر في مهمة للأمم المتحدة في طقس سيء في مطار ندجيلي في جمهورية الكونغو الديمقراطية، مما أدى إلى تحطمها واشتعلت فيها النيران. من أصل 29 راكبا و 4 من أفراد الطاقم، نجا شخص واحد فقط.
- 29 يناير 2013: تحطمت طائرة الخطوط الجوية SCAT Flight 760 5 كيلومتر (3.1 ميل) قصيرة من مطار ألماتي الدولي بالقرب من قرية كيزيلتو، كازاخستان، أثناء محاولة الهبوط في طقس سيء. توفي 16 راكبا و 5 من أفراد الطاقم.
- 8 يناير 2016: تحطمت رحلة West Air Sweden Flight 294، وهي رحلة شحن سي آر جيه200-PF في طريقها إلى ترومسو، النرويج، في منطقة نائية في شمال السويد بعد أن فقد الطيارون السيطرة أثناء محاولتهم الرد على معلومات الموقف غير الصحيحة المقدمة من المعدات المعطلة. قُتل الطياران، وهما الشاغلان الوحيدان للطائرة.

### خسائر بدن الطائرة
- 16 ديسمبر 1997: تحطمت رحلة الخطوط الجوية الكندية رقم 646، من طراز سي آر جيه100، أثناء جولة في مطار غريتر فريدريكتون في فريدريكتون، نيو برونزويك. ودمرت الطائرة لكن لم ترد أنباء عن سقوط قتلى.
- 20 مايو 2007: تعرضت طائرة تابعة لشركة (Air Canada Jazz) بومباردييه سي آر جيه100 كانت تعمل تحت الرقم 8911، (C-FRIL)، لأضرار لا يمكن إصلاحها عندما انهار جهاز الهبوط في مطار تورونتو بيرسون الدولي. وجد مجلس سلامة النقل الكندي (TSB) أن الضابط الأول عديم الخبرة أساء التعامل مع الهبوط الأول وتسبب في ارتداد الطائرة، وعندما بدأ القبطان هبوطًا ثانيًا بينما كان لا يزال فوق المدرج، فإن نظام تفريغ الرفع الأرضي للطائرة (GLD) الآلي - تحركه الهبوط الأول، وإعداد الدفع الخامل، والارتفاع المنخفض جدًا - نشر مثبطات الرفع بالكامل، مما تسبب في هبوط صعب أدى إلى كسر كل من أذرع الهبوط الرئيسية. تمكن الطيارون من الحفاظ على التحكم في الاتجاه وإيقاف الطائرة بأمان؛ ولم تقع اصابات للطاقم بينما اصيب بعض الركاب بجروح طفيفة. عزا (TSB) الحادث إلى خطأ الطيار، وأخطأ الطيارين لعدم بدء جولة، مع صيانة معدات الهبوط غير الصحيحة كعامل مساهم. أوصى مكتب تقييس الاتصالات بأن يقوم المشغلون بإبلاغ طياري سي آر جيه بشكل أفضل بمخاطر تشغيل (GLD) غير المتعمد والأهمية الناتجة عن بدء الدوران بعد الهبوط المرتد.[38]
- 13 فبراير 2008: انقلبت رحلة بيلافيا رقم 1834، وهي من طراز سي آر جيه100إل آر، أثناء إقلاعها في مطار زفارتنوتس الدولي في يريفان، أرمينيا، واحترقت. أصيب معظم الركاب بحروق طفيفة وتم نقل أربعة إلى المستشفى. ولم ترد أنباء عن سقوط قتلى.
- 17 يوليو 2012: سرق طيار سكاي ويست ايرلاينز الموقوف، قيد التحقيق من قبل الشرطة لطعن امرأة في منزله في كولورادو سبرينغز، طائرة سي آر جيه200 تابعة لسكاي ويست ايرلاينز في مطار سانت جورج الإقليمي في ولاية يوتا. بعد تسلق السياج المحيط بالمطار على ما يبدو، بدأ الرجل في تشغيل الطائرة وحاول تدريج (تاكسي) الطائرة من البوابة، لكنه قطع جسرًا نفاثًا ومبنى المحطة، مما أدى إلى إتلاف الجناح الأيسر وتسبب في تسرب الوقود؛ ثم قام بدفع الطائرة عبر السياج إلى ساحة انتظار السيارات، واصطدم بالعديد من السيارات المتوقفة، وأطلق النار على نفسه في ممر الطائرة.[39] تعرضت الطائرة المسروقة، كنداير سي آر جيه200إي آر (N865AS)، لأضرار لا يمكن إصلاحها وتم شطبها.[40]

## تحديد
| متغير                   | سي آر جيه100                                            | سي آر جيه200                                            |
| ----------------------- | ------------------------------------------------------- | ------------------------------------------------------- |
| طاقم                    | 3-4 : طاقم الرحلة 2 + طاقم الطائرة 1-2                  | 3-4 : طاقم الرحلة 2 + طاقم الطائرة 1-2                  |
| سعة الجلوس              | 50                                                      | 50                                                      |
| ارتفاع المقصورة         | 6 قدم 1 في / 1.85 م                                     | 6 قدم 1 في / 1.85 م                                     |
| عرض المقصورة            | 8 قدم 3 في / 2.53 م                                     | 8 قدم 3 في / 2.53 م                                     |
| طول                     | 87 قدم 10 في / 26.77 م                                  | 87 قدم 10 في / 26.77 م                                  |
| جناحيها                 | 69 قدم 6 في / 21.18 م                                   | 69 قدم 6 في / 21.18 م                                   |
| ارتفاع                  | 20 قدم 8 في / 6.30 م                                    | 20 قدم 8 في / 6.30 م                                    |
| جناح الطائرة            | 520.4 قدم² / 48.35 م 2                                  | 520.4 قدم² / 48.35 م 2                                  |
| قطر جسم الطائرة         | 8 قدم 10 في / 2.69 م                                    | 8 قدم 10 في / 2.69 م                                    |
| تعمل فارغة              | 30500 رطل / 13835 كلغ                                   | 30500 رطل / 13835 كلغ                                   |
| أقصى حمولة              | 13500 رطل / 6,124 كلغ                                   | 13500 رطل / 6,124 كلغ                                   |
| ماكس الوقود             | 2,135 جالون أمريكي / 8,081 لتر - 14,305 رطل (6,489 كـغ) | 2,135 جالون أمريكي / 8,081 لتر - 14,305 رطل (6,489 كـغ) |
| ماكس تيك أوف            | LR : 53000 رطل / 24,041 كغم                             | LR : 53000 رطل / 24,041 كغم                             |
| محركات (2x)             | GE CF34 -3A1                                            | GE CF34 -3B1                                            |
| دفع الإقلاع (2x)        | 8729 رطل من القوة / 38.84 كيلو نيوتن                    | 8729 رطل من القوة / 38.84 كيلو نيوتن                    |
| 50 تمريرة. نطاق         | LR : 1650 نمي / 3,056 كم                                | LR: 1700 نمي / 3148 كم                                  |
| رحلة بحرية عادية        | M0.74 : 420 عقدة (780 كم/س؛ 480 ميل/س)                  | M0.74 : 420 عقدة (780 كم/س؛ 480 ميل/س)                  |
| رحلة بحرية عالية السرعة | M0.81 : 860 كم/س (460 عقدة)                             | M0.81 : 860 كم/س (460 عقدة)                             |
| سقف الخدمة              | 41000 قدم / 12496 م                                     | 41000 قدم / 12496 م                                     |
| الإقلاع (SL، ISA، MTOW) | LR: 6290 قدم / 1,920 م                                  | LR: 6290 قدم / 1,920 م                                  |
| الهبوط (SL، MLW)        | 4850 قدم / 1,480 م                                      | 4850 قدم / 1,480 م                                      |

1. ↑  ER : 51,000 lb / 23,133 kg
2. ↑  ER : 1,305 nmi / 2,417 km
3. ↑  ER : 1,345 nmi / 2,491 km
4. ↑  ER : 5,800 ft / 1,770 m

### اقتباسات
النسخة الأولية من هذه المقالة كانت مبنية على مقال في المجال العام من موقع (Vectorsite) الخاص بـ (Greg Goebel).

## روابط خارجية
- "Canadair regional jet airport planning manual" (PDF). Bombardier. يناير 2016. مؤرشف من الأصل (PDF) في 2024-11-28.
- Kieran Daly (1 مايو 1991). "Upmarket regional". Flight International. ص. 39. مؤرشف من الأصل في 2018-11-23.
- "Owner's & Operator's Guide: CRJ family" (PDF). Aircraft Commerce. أكتوبر 2009. مؤرشف من الأصل (PDF) في 2020-07-31. اطلع عليه بتاريخ 2018-11-25.